# Cisuraliano
| Periodo                                                                                    | Epoca               | Piano          | Età (Ma)      |
| ------------------------------------------------------------------------------------------ | ------------------- | -------------- | ------------- |
| Triassico                                                                                  | Triassico inferiore | Induano        | Più recente   |
| Permiano                                                                                   | Lopingiano          | Changhsingiano | 254,14 ± 0,07 |
| Permiano                                                                                   | Lopingiano          | Wuchiapingiano | 259,51 ± 0,21 |
| Permiano                                                                                   | Guadalupiano        | Capitaniano    | 264,28 ± 0,16 |
| Permiano                                                                                   | Guadalupiano        | Wordiano       | 266,9 ± 0,4   |
| Permiano                                                                                   | Guadalupiano        | Roadiano       | 274,4 ± 0,4   |
| Permiano                                                                                   | Cisuraliano         | Kunguriano     | 283,3 ± 0,4   |
| Permiano                                                                                   | Cisuraliano         | Artinskiano    | 290,1 ± 0,26  |
| Permiano                                                                                   | Cisuraliano         | Sakmariano     | 293,52 ± 0,17 |
| Permiano                                                                                   | Cisuraliano         | Asseliano      | 298,9 ± 0,15  |
| Carbonifero                                                                                | Pennsylvaniano      | Gzheliano      | Più antico    |
| Suddivisione del Permiano secondo la Commissione internazionale di stratigrafia dell'IUGS. |                     |                |               |

Nella scala dei tempi geologici il Cisuraliano, detto anche Permiano Inferiore, è la prima delle tre serie o epoche geologiche in cui viene suddiviso il periodo Permiano. 
Il Cisuraliano va da 299,0 ± 0,8 a 270,6 ± 0,7 milioni di anni fa (Ma). È preceduto dal Pennsylvaniano (l'ultima epoca del Carbonifero) e seguito dal Guadalupiano.  

## Etimologia
Il nome di questa epoca deriva dal versante occidentale dei monti Urali in Russia, o Cisurali. La parte orientale è detta Transurali.
Il nome fu proposto nel 1982 dallo stratigrafo australiano John Bruce Waterhouse.

## Definizioni stratigrafiche e GSSP
La base della serie Cisuraliana, nonché del piano Asseliano, è fissata alla prima comparsa nei reperti fossili del conodonte Streptognathodus isolatus.
Il limite superiore della serie, nonché base del successivo Guadalupiano, è dato dalla prima comparsa del conodonte Jinogondolella nanginkensis.

### GSSP
Il GSSP, lo strato ufficiale di riferimento della Commissione Internazionale di Stratigrafia, è stato identificato nella valle di Aidaralash, presso la cittadina di Aqtöbe, nei monti Urali meridionali del Kazakistan.

## Suddivisioni
La Commissione Internazionale di Stratigrafia riconosce  per il Cisuraliano la suddivisione in quattro  piani o stadi stratigrafici, distribuiti dal più recente al più antico secondo il seguente schema:
- Cisuraliano
  - Kunguriano      (275,6 ± 0,7 - 270,6 ± 0,7 Ma)
  - Artinskiano     (284,4 ± 0,7  - 275,6 ± 0,7 Ma)
  - Sakmariano      (294,6 ± 0,8 - 284,4 ± 0,7 Ma)
  - Asseliano       (299,0 ± 0,8  - 294,6 ± 0,8 Ma)